# 879년

## 연호
- 당(唐) 건부(乾符) 6년
- 일본(日本) 간교(元慶) 3년

## 기년
- 당(唐) 희종(僖宗) 6년
- 신라(新羅) 헌강왕(憲康王) 5년
- 발해(渤海) 대현석(大玄錫) 9년

## 사건
- 2월 국학에 나가서 박사 이하에게 경의를 강론하게 함.
- 3월 학성에서 놀다가 돌아 오던 중 개운포에서 처용무를 추고 있는 처용을 만남.
- 6월 일길찬 신홍이 반란을 꾀하다 참살당함.

## 탄생
- 9월 17일 - 프랑스의 군주 카롤루스 3세 심플렉스. (~929년)
- 10월 19일 - 요나라 태조의 황후 순흠황후. (~953년)

## 사망
- 4월 10일 - 프랑크 왕국의 왕 루도비쿠스 2세 발부스. (846년~)

### 미상
- 노보고로트의 왕국 건설자 류리크. (830년~)